# بير دزغاه (بربرود الغربي)
بير دزغاه (بالفارسية: پیردزگاه) هي قرية تقع في إيران في قسم بربرود الغربي الریفي. يقدر عدد سكانها بـ 194 نسمة بحسب إحصاء 2016.